# Ceropsilopa mellipes
Ceropsilopa mellipes är en tvåvingeart som först beskrevs av Daniel William Coquillett 1900.  Ceropsilopa mellipes ingår i släktet Ceropsilopa och familjen vattenflugor. Inga underarter finns listade i Catalogue of Life.